# 요미촌
요미촌(夜見村)은 일본 돗토리현 사이하쿠군에 설치되었던 촌이다. 현재의 요나고시의 일부에 해당한다.